# دانشگاه بین‌المللی لبنان
دانشگاه بین‌المللی لبنان (به عربی: الجامعة اللبنانیة الدولیة) یک دانشگاه خصوصی در لبنان است که در بیروت واقع شده است.